# Potez XIX Bn 2
Le Potez XIX Bn 2 est un biplan trimoteur de bombardement français conçu en 1923.

## Historique
Le Potez XIX est construit par la société des Aéroplanes Henry Potez. Il est transformé à partir du Potez X C de bombardement.
La structure générale de l'avion est modifiée selon l'expérience apportée par le Potez XVIII. Le train d'atterrissage est déplacé au niveau du bord d'attaque du plan inférieur de l'aile, qui est agrandie. Le poste de pilotage est placé à l'avant du fuselage et un poste de mitrailleur est disposé derrière l'aile.
Le premier vol est effectué au début de l'année 1924. Le Potez XIX est présenté à une délégation japonaise le 6 janvier 1925. Il subit une évaluation en vol par le STAé du 31 août au 7 octobre 1925, comme bombardier de nuit. L'avion est jugé facile à piloter sans être très vif. Il présente toutefois un faible rayon d'action, une faible charge de bombes et une mauvaise communication entre les deux membres d'équipage. Ces défauts entraînent son rejet et le prototype ne connaît pas de suite.

## Variantes
- Le Potez XIX Bn2 donne lieu à un projet sans suite, Le Potez XX B 3.

## Utilisateurs

### France
- Utilisateur : Potez, 1 prototype.

X C transformé en XIX Bn2, numéro constructeur : 175.